# Gerald Vanenburg
Gerald Vanenburg (født 5. marts 1964) er en tidligere hollandsk fodboldspiller.

## Hollands fodboldlandshold
| Hollands landshold | Hollands landshold | Hollands landshold |
| År                 | Kmp                | Mål                |
| ------------------ | ------------------ | ------------------ |
| 1982               | 4                  | 0                  |
| 1983               | 5                  | 1                  |
| 1984               | 0                  | 0                  |
| 1985               | 0                  | 0                  |
| 1986               | 4                  | 0                  |
| 1987               | 7                  | 0                  |
| 1988               | 10                 | 0                  |
| 1989               | 4                  | 0                  |
| 1990               | 6                  | 0                  |
| 1991               | 1                  | 0                  |
| 1992               | 1                  | 0                  |
| Total              | 42                 | 1                  |